# David Lemieux
David Lemieux (født 22. december 1988 i Montreal, Quebec) er en canadisk professionel bokser, der var IBF-mellemvægtmester i 2015. Han har bemærkelsesværdige sejre mod Donny McCrary, Álvaro Gaona, Fernando Guerrero, Gabriel Rosado, Hassan N'Dam N'Jikam, Curtis Stevens og Marcos Reyes. Han 3 nederlag var mod de større navne Marco Antonio Rubio, Joachim Alcine og Gennady Golovkin.
Lemieux taler fem sprog: fransk, engelsk, armensk, arabisk og spansk (med fransk og engelsk som sine primære to sprog til daglig brug). 